# Championnat du monde des voitures de sport 1969
1968 1970
Le Championnat du monde des voitures de sport 1969 est la 17e saison du Championnat du monde des voitures de sport (WSC) FIA. Il est ouvert aux voitures Sport-prototypes pour les catégories S (Sports) et P (Prototype) et aux Grand Tourisme pour la catégorie GT. Ce championnat s'est couru du 1er février 1969 au 10 août 1969, comprenant dix courses.

## Calendrier
| Manche | Course                            | Circuit                        | Participants | Date             |
| ------ | --------------------------------- | ------------------------------ | ------------ | ---------------- |
| 1      | 24 Heures de Daytona              | Daytona International Speedway | 63           | 1er au 2 février |
| 2      | 12 Heures de Sebring              | Sebring International Raceway  | 70           | 22 mars          |
| 3      | 6 Heures de Brands Hatch - BOAC † | Brands Hatch                   | 34           | 13 avril         |
| 4      | 1 000 km de Monza                 | Autodromo Nazionale di Monza   | 49           | 25 avril         |
| 5      | Targa Florio                      | Palermo                        | 79           | 4 mai            |
| 6      | 1 000 km de Spa                   | Circuit de Spa-Francorchamps   | 31           | 11 mai           |
| 7      | 1 000 km du Nürburgring - ADAC    | Nürburgring                    | 65           | 1er juin         |
| 8      | 24 Heures du Mans                 | Le Mans                        | 45           | 14 au 15 juin    |
| 9      | 6 Heures de Watkins Glen          | Watkins Glen International     | 28           | 12 juillet       |
| 10     | Grand Prix d'Autriche             | Österreichring                 | 36           | 10 août          |

† - Course n'acceptant que les voitures de Sport-Prototypes, les GT ne participant pas.

## Résultats de la saison

### Attribution des points
Les points sont distribués aux six premiers de chaque course dans l'ordre de 9-6-4-3-2-1 points.
Les constructeurs ne reçoivent les points que de leur voiture la mieux classée, les autres voitures du même constructeur ne marquant aucun point.

### Courses
| Manche | Circuit           | Équipe vainqueur Sports-Prototype | Équipe vainqueur GT                       | Résultats |
| Manche | Circuit           | Pilote vainqueur Sports-Prototype | Pilote vainqueur GT                       | Résultats |
| ------ | ----------------- | --------------------------------- | ----------------------------------------- | --------- |
| 1      | Daytona           | #6 Roger Penske Racing            | #20 Herb Watson                           | Résultats |
| 1      | Daytona           | Mark Donohue Chuck Parsons        | Herb Watson Tony Adamowicz Bruce Jennings | Résultats |
| 2      | Sebring           | #22 John Wyer Automotive          | #5 Best Photo Service                     | Résultats |
| 2      | Sebring           | Jacky Ickx Jackie Oliver          | Donald Yenko Bob Grossman                 | Résultats |
| 3      | Brands Hatch      | #53 Porsche Engineering           | Aucun                                     | Résultats |
| 3      | Brands Hatch      | Jo Siffert Brian Redman           |                                           | Résultats |
| 4      | Monza             | #4 Porsche Engineering            | #67 IGFA                                  | Résultats |
| 4      | Monza             | Jo Siffert Brian Redman           | Jürgen Neuhaus Dieter Fröhlich            | Résultats |
| 5      | Palermo           | #266 Porsche Engineering          | #86 Everardo Ostini                       | Résultats |
| 5      | Palermo           | Gerhard Mitter Udo Schütz         | Everardo Ostini Giampiero Moretti         | Résultats |
| 6      | Spa-Francorchamps | #25 Porsche Engineering           | #59 Gérard Larrousse                      | Résultats |
| 6      | Spa-Francorchamps | Jo Siffert Brian Redman           | Gérard Larrousse Rudi Lins Dieter Spoerry | Résultats |
| 7      | Nürburgring       | #1 Porsche Engineering            | #106 IGFA                                 | Résultats |
| 7      | Nürburgring       | Jo Siffert Brian Redman           | Jürgen Neuhaus Dieter Fröhlich            | Résultats |
| 8      | Le Mans           | #6 John Wyer Automotive           | #41 Jean-Pierre Gaban                     | Résultats |
| 8      | Le Mans           | Jacky Ickx Jackie Oliver          | Jean-Pierre Gaban Yves Deprez             | Résultats |
| 9      | Watkins Glen      | #1 Porsche of Austria             | #14 Owens Corning Racing                  | Résultats |
| 9      | Watkins Glen      | Jo Siffert Brian Redman           | Tony DeLorenzo Dick Lang                  | Résultats |
| 10     | Österreichring    | #29 Freiherr von Wendt            | #27 Peter-Ernst Stähle                    | Résultats |
| 10     | Österreichring    | Jo Siffert Kurt Ahrens Jr.        | Herbert Linge Roland Bauer                | Résultats |

### Championnat du monde des constructeurs
Il y a deux classements, un premier pour toutes les catégories et un deuxième pour la catégorie GT uniquement.
Les voitures qui participent aux courses et qui ne font pas partie des catégories S (Sport), P (Prototypes) ou GT (Grand Tourisme) ne sont pas inscrites au championnat. Seuls les cinq meilleurs résultats sont pris en compte dans le classement. Les autres points ne sont pas comptabilisés et sont indiqués en italique.

#### Classement toutes catégories
| Pos | Constructeur   | 1 | 2 | 3 | 4 | 5 | 6 | 7 | 8 | 9 | 10 | Total |
| --- | -------------- | - | - | - | - | - | - | - | - | - | -- | ----- |
| 1   | Porsche        | 4 | 4 | 9 | 9 | 9 | 9 | 9 | 6 | 9 | 9  | 45    |
| 2   | Ford           |   | 9 | 2 | 3 |   |   | 1 | 9 | 2 |    | 25    |
| 3   | Lola           | 9 | 1 |   | 2 |   | 2 |   |   |   | 6  | 20    |
| 4   | Ferrari        |   | 6 | 3 |   |   | 6 |   |   |   |    | 15    |
| 5   | Matra          |   |   |   |   |   |   |   | 3 | 3 |    | 6     |
| 6   | Chevron        | 3 |   |   |   |   |   |   |   |   |    | 3     |
| 7   | Alfa Romeo     |   |   |   |   | 2 | 1 |   |   |   |    | 3     |
| 8   | Alpine-Renault |   |   |   | 1 |   |   |   |   |   |    | 1     |

#### Classement catégorie GT
La catégorie GT n'a pas participé à la troisième manche. Seuls les cinq meilleurs résultats sont retenus pour le championnat.
| Pos | Constructeur | 1 | 2 | 3 | 4 | 5 | 6 | 7 | 8 | 9 | 10 | Total |
| --- | ------------ | - | - | - | - | - | - | - | - | - | -- | ----- |
| 1   | Porsche      | 9 | 6 |   | 9 | 9 | 9 | 9 | 9 | 6 | 9  | 45    |
| 2   | Chevrolet    | 3 | 9 |   |   |   | 3 |   |   | 9 |    | 24    |
| 3   | Ferrari      | 1 |   |   |   |   | 6 |   |   |   |    | 7     |
| 4   | Lancia       |   |   |   | 3 | 2 |   |   |   |   |    | 5     |
| 5   | MG           | 2 |   |   |   |   |   |   |   |   |    | 2     |